# Виссер, Адри
Адриана «Адри» Виссер (нидерл. Adrie Visser, род. 19 октября 1983, Хорн, Северная Голландия) — бывшая голландская трековая и шоссейная гонщица, проживающая в Вирингерверфе.
Виссер начала свою профессиональную карьеру в 2001 году, когда она заняла второе место на чемпионате Нидерландов по шоссейным гонкам. Она заняла пятое место в индивидуальной гонке. В велоспорте на треке она выиграла свои первые национальные титулы, став чемпионкой Нидерландов в гонке на 500 метров с раздельным стартом и в спринте. Она также завоевала серебряную медаль в гонке по очкам. На чемпионате мира в Трекслертауне (штат Пенсильвания, США), она была седьмой в гонке на 500 м с раздельным стартом и восьмой в спринте и индивидуальной гонке преследования.
В 2003 году она завоевала бронзовую медаль на чемпионате мира по трековому велоспорту в Штутгарте. В том же году она впервые выиграла чемпионат Нидерландов по очкам, скрэтчу и индивидуальной гонке преследования. В мае 2004 года она выиграла свой первый чемпионат мира в Сиднее, где победила в скрэтче, а через неделю заняла 10-е место на чемпионате мира в Мельбурне. Её первым достижением в шоссейном велоспорте стала синяя майка в спринте в Эумакумеен Бира в июне 2004 года. Месяц спустя она выиграла свою первую шоссейную гонку в Алблассердаме.
Вернувшись на трек в том же году, она выиграла еще три национальных титула (в гонке по очкам, в индивидуальной гонке преследования и скрэтче). Она также приняла участие в летних Олимпийских играх 2004 года, участвуя в гонке по очкам и заняв 11-е место.
На чемпионате мира в Манчестере (Англия), в 2005 году она заняла четвертое место в скрэтче. Она была пятой в гонке по очкам и седьмой в гонке преследования. В июне на шоссе она выиграла Omloop Middag-Humsterland, Profronde van Stiphout и гонку в Далене. Благодаря этим победам она впервые попала в национальную команду для участия в чемпионате мира по шоссейным гонкам, заняв 84-е место в Мадриде. Она выиграла свой второй чемпионат мира по треку в Манчестере, где снова победила в скрэтче, а затем защитила свои три национальных титула в Голландии.
2006 год начался хорошо, когда в январе она выиграла гонку Эгмонд—Пьер—Эгмонд. В марте она выиграла шоссейную гонку в Оуд Воссемеер. Она вошла в десятку лучших как в шоссейной гонке, так и в гонке с раздельным стартом (7-е и 9-е места). В период с 15 июля по 1 августа она выиграла четыре шоссейные гонки: Охтен, Барендрехт, Алблассердам и Сюрхёйстервеен. После этих результатов тренер национальной голландской команды, Эгон ван Кессел, снова отобрал её для участия в чемпионате мира.
31 марта 2007 года Виссер завоевала бронзовую медаль в скрэтче на чемпионате мира по трековому велоспорту в Пальма-де-Майорке. Две недели спустя она выиграла свою первую крупную гонку женском мировом шоссейном кубке UCI — Тур Дренте (Нидерланды).

## Достижения

### Шоссейный велоспорт
2009 — DSB Bank-LTO, сезон 2009 года
2010 — Team HTC-Columbia (женщины), сезон 2010 года
2011 — HTC-Highroad (женщины), сезон 2011 года
1-е место в Sparkassen Giro Bochum
2012 — Team Skil-Argos, сезон 2012 года
1-е место в Le Samyn des Dames
2013 — Boels Dolmans Cycling Team, сезон 2013 года

### Статистика выступления наГранд-турах
| Гонка / Год          | 2004           | 2005           | 2006 | 2007 | 2008 | 2009 | 2010 | 2011           | 2012           | 2013           |
| -------------------- | -------------- | -------------- | ---- | ---- | ---- | ---- | ---- | -------------- | -------------- | -------------- |
| Рут де Франс феминин | не проводилась | не проводилась | —    | —    | —    | —    | 24   | —              | —              | —              |
| Тур де л'Од феминин  | —              | 48             | 17   | —    | 47   | —    | 28   | не проводилась | не проводилась | не проводилась |
| Джиро д’Италия Донне | 70             | —              | —    | 53   | —    | —    | —    | —              | 41             | 43             |

### Рейтинги
| Год                 | 2009 | 2010 | 2011 | 2012 | 2013 |
| ------------------- | ---- | ---- | ---- | ---- | ---- |
| Мировой рейтинг UCI | 95-й | 20-й | 17-й | 26-й | 59-й |
| Мировой кубок UCI   | -    | 9-й  | -    | -    | -    |
|                     |      |      |      |      |      |
| Источник: UCI       |      |      |      |      |      |

### Велоспорт на треке
2003
1-е место в Скрэтче, Национальный чемпионат Нидерландов по трековому велоспорту
2004
1-е место в Скрэтче, Национальный чемпионат Нидерландов по трековому велоспорту
2005
1-е место в Скрэтче, Национальный чемпионат Нидерландов по трековому велоспорту
2006
1-е место в Скрэтче, Национальный чемпионат Нидерландов по трековому велоспорту (2006)
1-е место в Гонке по очкам, Национальный чемпионат Нидерландов по трековому велоспорту (2006)
2007
1-е место в Тур Дренте, (Кубок мира)
2-е место в Скрэтче, Национальный чемпионат Нидерландов по трековому велоспорту